# 星花草
星花草（学名：Wahlenbergia hookeri）是桔梗科蓝花参属的植物。分布在泰国、印度尼西亚、印度以及中国大陆的云南等地，生长于海拔1,360米的地区，多生在湿润山谷斜坡无荫处，目前尚未由人工引种栽培。